# Setocerura
Genre
Setocerura est un genre de collemboles de la famille des Isotomidae.

## Liste des espèces
Selon Checklist of the Collembola of the World (version du 4 septembre 2019) :
- Setocerura georgiana (Schäffer, 1891)
- Setocerura maruiensis (Salmon, 1941)
- Setocerura rubenota (Salmon, 1941)
- Setocerura striata (Schäffer, 1897)
- Setocerura wahlgreni (Womersley, 1939)

## Publication originale
- Bagnall, 1949 : New sub-antarctic Collembola. Cape Expedition Series Bulletin Wellington, no 4, p. 1-56.